# Río Usta
El río Usta (del ruso: Уста) es un río de Rusia, afluente por la izquierda del río Vetluga, en la cuenca hidrográfica del Volga.

## Geografía
El Usta discurre por los óblasts de Nizhni Nóvgorod y Kírov. Tiene una longitud de 253 km y drena una cuenca de 6.030 km². Es de régimen principalmente nival. Su caudal medio, medido a 47 km de la desembocadura era de 28 m³/s. El Usta se congela generalmente desde noviembre a abril. Es navegable en su curso inferior. 
Pasa por las ciudades de Pervomaisk y Urén.